# Szadok
Szadok – część Katowic, położona w obrębie dzielnicy Załęska Hałda-Brynów część zachodnia. Jej powstanie w połowie XIX wieku wiąże się z uruchomieniem w Kokocińcu kopalni węgla kamiennego „Szadok”, w której z przerwami prowadzono wydobycie do 1853 roku. Obecnie Szadok składa się głównie z ogródków działkowych i domów jednorodzinnych, a przez tę część miasta przebiega kilka linii kolejowych. 

## Historia
Szadok został założony w połowie XIX wieku na granicy Ligoty i Kokocińca wokół kopalni węgla kamiennego „Szadok”. Sama zaś nazwa osady prawdopodobnie wywodzi się od słowa szady oznaczającego siwy. Kopalnia „Szadok” powstała w 1845 roku wraz z budową w latach 1845–1848 roku huty żelaza „Ida” na ówczesnych polach w pobliżu lasu zwanego Szadockim (bądź Lasem Szadoka lub Szadokowym), w Kokocińcu. Kopalnia ta posiadała upadową sztolnię. Zaopatrywała ona w węgiel hutę „Ida” napędzaną za pomocą maszyn parowych. Gdy jednak do huty doprowadzono bocznicę, bardziej opłacalne stało się przywożenie węgla z kopalni „Emanuelssegen” (późniejsza kopalnia „Murcki”). Eksploatacji w kopalni zaprzestano w roku 1853. 
W latach 1881–1883 kopalnię „Szadok” reaktywowano, jednak w 1897 roku ostatecznie ją zlikwidowano. W 1903 roku wybudowano linię kolejową łączącą Ligotę z Gliwicami, która przebiegała przez tereny dawnej kopalni. Część z zabudowań kopalni stała w Szadoku jeszcze do początków XX wieku, jednak w wyniku deformacji górniczych nie przetrwały one do czasów obecnych. 15 października 1924 roku tereny Szadoka włączono w granice Katowic.

## Charakterystyka
Szadok położony jest w zachodniej części Katowic, w granicach dzielnicy Załęska Hałda-Brynów część zachodnia. Osada ta stanowi obszar porozcinany przez tory kolejowe, a największą część powierzchni Szadoka zajmują ogródki działkowe oraz domy jednorodzinne. W wyniku eksploatacji prowadzonej przez kopalnię „Wujek” teren miejscowości znacznie się obniżył. Przez Szadok przebiegają następujące ulice: Kombajnistów, Przodowników, Strzałowa i Szadoka, a także linie kolejowe: 139 Katowice – Zwardoń (ruch pasażerski i towarowy), 139a Kokociniec – Panewniki Pi1 (zlikwidowana), 141 Katowice Ligota – Gliwice (ruch towarowy), 171 Dąbrowa Górnicza Towarowa – Panewnik (ruch towarowy), 864 Katowice Ligota – KWK Wujek oraz zlikwidowana linia Południowej Magistrali Piaskowej nr 401 (na niej znajdował się posterunek odgałęźny Szadok) i kolei piaskowej pomiędzy KWK Wujek a Panewnikami.
Katoliccy mieszkańcy Szadoka należą do parafii w Panewnikach (ulice: Brygadzistów – numery nieparzyste, Kombajnistów, Przodowników – numery 82–130d, Strzałowa).

## Galeria
| - Ulica Kombajnistów - Stare drzewa przy ulicy Szadoka - Rodzinny Ogród Działkowy „Rezeda I” |